# Maurice Utrillo
Maurice Utrillo, narozený jako Maurice Valadon (26. prosince 1883, Paříž, Francie – 5. listopadu 1955 Dax) byl francouzský malíř počátku 20. století, syn malířky Suzanne Valadonové. Jeho hlavním tématem byl rodný Montmartre, ulice a zákoutí města Paříže.

## Život a dílo
Utrillo se narodil jako nemanželský syn malířky Suzanne Valadon, která začínala jako cirkusová akrobatka a po pádu z hrazdy se živila jako modelka slavných malířů, Henri de Toulouse-Lautreca, Auguste Renoira a zejména Edgara Degase. Jako samouk dosáhla značného uznání. Otcovství jejího syna není jasné, až roku 1891 ho adoptoval španělský malíř Miguel Utrillo y Molins, po němž přijal i své příjmení. Malého Maurice pak vychovávala jeho babička, i když s nesnázemi, protože brzy projevil náklonnost k alkoholu. Roku 1904, když se u něho projevily příznaky duševní choroby, ho matka povzbudila, aby zkusil malovat. Maurice pak skutečně bez dalšího školení kreslil a maloval, co viděl ve svém okolí a zejména na rodném Montmartre. Kolem roku 1910 si už získal jistou proslulost a o deset let později byl slavnou postavou. Roku 1928 získal kříž Čestné legie, nicméně se několikrát léčil na psychiatrických odděleních. Roku 1935 se oženil s L. Pauwelsovou a odstěhoval se do Le Vésinetu západně od Paříže. Zemřel roku 1955 v lázních Dax v Gaskoňsku a byl pohřben na hřbitově Saint-Vincent na Montmartru.
Utrillo patří k velmi oblíbeným moderním malířům a k pařížským legendám. Jeho prostý a charakteristický styl lze těžko zařadit, i když souvislost s impresionismem je patrná. Utrillo inspiroval mnoho malířů, jeho obrazy pařížských ulic a zákoutí se neustále prodávají jako pohlednice a protože na dražbách dosahují vysokých cen, bývají také často napodobovány a padělány.